# El Aïoun
El Aioun (phiên âm tiếng Việt: En Ai-un) là một đô thị thuộc tỉnh El Tarf, Algérie. Dân số thời điểm năm 2002 là 4.591 người.